# Кор (гавар)
Кор (арм. Կորի գավառ) — пятнадцатый гавар ашхара Туруберан Великой Армении.

## География
Кор находился в самом центре провинции Туруберан, в самом центре Великой Армении. На юге граничил с гаваром Хорхоруник, на западе и севере - с Харком, на востоке - с Апахуником. Гавар располагался на Мушской равнине, приблизительно на высоте 1600 метров. В центре располагалось озеро Хач. Климат - резко континентальный.

## История
Согласно Мовсесу Хоренаци, прародитель армянского народа Айк построил здесь поселение Айкашен, когда возвращался из Вавилона со своими сыновьями, внуками и правнуками в провинцию своих предков. Поскольку Айкашен был построен до битвы Айка и Бэла, следовательно, он должен был быть построен около 2493-2494 года до н.э.
Провинция была заселена армянами со времен Аратты до Геноцида армян. После Великого Злодеяния (арм. Մեծ Եղեռն) большинство здесь составляют курды.